# Rutger
Maître Rutger, mort vers 1333 ou avant, est à partir de 1331 et pendant une courte période, le quatrième maître d'œuvre de la cathédrale de Cologne, Magister fabricae et operis ecclesiae Coloniensis. Il est le successeur de son frère, Johannes de Cologne. Les archives nous rapportent peu de choses à son sujet. Il était marié à Lya, et son domicile se trouvait dans la Trankgasse, face à la cathédrale. Son successeur à la tête du chantier de la cathédrale sera Bartholomäus von Hamm.